# 白瀬ちゅうゐ
白瀬 ちゅうゐ（しらせ ちゅうい、3月15日- ）は、日本のナレーター。千葉県出身。
2025年3月31日まではアトミックモンキーに所属していた。

## 出演作品

### ナレーション
- 新K-1伝説（テレビ東京、2017年4月7日 - ）
- 踊り!彩り!祭nine.（メ〜テレ、2017年4月 - 2018年3月）
  - 踊り!彩り!祭nine.第二章（メ〜テレ、2018年4月 - ）
- 亀田×ジョー プロボクサーへの道（AbemaTV、2017年7月 - 9月）
- 神風永遠軍団に勝ったら300万円〜全日本パリピ飲み会選手権2017〜（AbemaTV、2017年8月20日）
- 偏差値32の田村淳が100日で青学一直線〜学歴リベンジ〜（AbemaTV、2017年10月14日 - 2018年3月10日）
- FC今治の挑戦 2017（スカパー!、2017年12月9日）
- AbemaTV新春ボクシング祭り！亀田一家人生を賭けた3大勝負（AbemaTV、2018年1月3日）
- ワタナベお笑いNo.1決定戦2018（AbemaTV、2018年2月19日）
- ラスト亀田興毅〜最後の現役復帰〜（AbemaTV、2018年3月31日 - 5月5日）
- イケ男(MEN)！おもてなしキャンプ（BS日テレ、2018年4月4日 - ）
- 全日本女子パリピ選手権（AbemaTV、2018年5月12日）
- 全日本パリピ選手権（AbemaTV、2018年5月30日 - ）
- 光ちゃん、これやってみない？（GYAO!、2018年6月8日 - ）
- 極楽とんぼKAKERUTV（AbemaTV）
- 東北魂TV（BSフジ）
- ヒャッキン!〜世界で100円グッズを使ってみると?〜（テレビ東京） - 事前番組、PR
- 熱闘!Mリーグ（2018年 - 、AbemaTV）
- ゾイドワイルド 特別編（TBS、2019年1月5日）
- 最恐映像ノンストップ７（テレビ東京、2019年7月24日）
- そこに山があるから （BS朝日）- 2023年7月26日

### CM・Blu-ray/DVD
- ドワンゴ.jp
- Jリーグ公式 J1昇格プレーオフ決勝告知
- U-16 インターナショナルドリームカップ2018 JAPAN
- キリンチャレンジカップ2018
- スカパー！サッカーセット告知
- スカパー！オフシーズン番宣
- ぷよぷよテトリスS 発売決定記念カップ
- セガゲームス『やきゅつく』WebCM
- DVD「2017JリーグYBCルヴァンカップ セレッソ大阪 初制覇の軌跡」

### MC・イベント等
- K-1 WORLD GP JAPANリングアナウンサー（2018年3月21日 - ）
- Krushリングアナウンサー（2018年4月22日 - ）
- JRA「CAPSULE DERBY MACHINE」日本ダービー告知イベント音声